# Spiroplasma taiwanense
Spiroplasma taiwanense è una specie di batterio appartenente alla famiglia delle Spiroplasmataceae.